# George N. Briggs
George Nixon Briggs (12 de abril de 1796-12 de septiembre de 1861) fue un abogado y político estadounidense de Massachusetts. Briggs sirvió durante doce años en la Cámara de Representantes de los Estados Unidos, y sirvió durante siete períodos de un año como el 19º gobernador de Massachusetts, desde 1844 hasta 1851.
Criado en el norte del estado de Nueva York, Briggs estudió derecho en el oeste de Massachusetts, donde su participación cívica y su exitosa práctica legal precedieron a la actividad política en todo el estado. Fue elegido para el Congreso en 1830, donde sirvió en el Comité de Correos y Correos. 
Fue nominado en 1843 para postularse contra el gobernador demócrata Marcus Morton y ganó fácilmente las elecciones hasta 1849. Aunque buscó evitar el tema polémico de la esclavitud, protestó por la política de Carolina del Sur permitiendo el encarcelamiento de afroamericanos libres. Apoyó la pena capital, en particular negándose a conmutar la sentencia de muerte de John White Webster por el asesinato de George Parkman. Briggs murió de una herida de bala accidental en su casa en Pittsfield, Massachusetts.

## Vida y educación
George Nixon Briggs nació en Adams, Massachusetts, el 12 de abril de 1796. Fue el undécimo de los doce hijos de Allen Briggs, un herrero originario de Cranston, Rhode Island y Nancy (Brown) Briggs, de ascendencia hugonota. Sus padres se mudaron con su familia a Manchester cuando él tenía siete años y, dos años más tarde, a White Creek, Nueva York. La familia era religiosa: su padre era bautista y su madre era cuáquera, y les dieron a sus hijos instrucciones religiosas de la Biblia. 
A la edad de 14 años, durante el Segundo Gran Despertar, que fue especialmente fuerte en el estado de Nueva York, Briggs experimentó una experiencia de conversión y se unió a la fe bautista. Su fe se basó en su comportamiento personal: mantuvo su compromiso con los ideales religiosos. Se opuso a las sesiones del Congreso que se extendieron hasta el domingo y se abstuvo del consumo de alcohol. 
Con el apoyo de sus hermanos mayores, se embarcó en el estudio de leyes en Pittsfield y Lanesboro en 1813, y fue admitido en el colegio de abogados de Massachusetts en 1818. 
En 1817, Briggs ayudó a establecer una iglesia bautista en Lanesboro; en esta congregación conoció a Harriet Hall, con quien se casó en 1818; sus hijos fueron Harriet, George y Henry. Briggs también fue llamado a criar a los cuatro hijos huérfanos de su hermano Rufus, uno de los hermanos que lo apoyaron en sus estudios de derecho. Rufus murió en 1816, seguido de su esposa poco después. 

## Cámara de Representantes de los Estados Unidos
En 1830 decidió postularse para el Congreso, para el cual no existía tal requisito. Fue elegido para el vigésimo segundo a través del vigésimo cuarto congreso como un Anti-Jacksonian, y como un Whig para el vigésimo quinto al vigésimo séptimo congresos, sirviendo desde el 4 de marzo de 1831 hasta el 3 de marzo de 1843. Decidió no para postularse para la reelección en 1842.
Briggs fue lo que se conoció en los últimos años como un "Whig de algodón". Estaba a favor de los aranceles proteccionistas y se oponía a la expansión de la esclavitud en los territorios occidentales, pero no buscaba amenazar la unidad de la nación con una postura firme contra la esclavitud. Sirvió en el Comité de Gastos Públicos y en el Comité de Correos y Vías Postales, sirviendo por un tiempo como el presidente de cada uno. El comité de la Oficina de Correos recibía regularmente quejas de los estados del sur en relación con la transmisión de correos abolicionistas, que se consideraban incendiarios; el asunto fue de cierta controversia porque los legisladores del sur buscaron que se prohibieran este tipo de correos. 
Durante su tiempo en el Congreso, formó la Sociedad de Templanza del Congreso en 1833, formando parte de su comité ejecutivo. Durante el invierno de 1834–1835, mientras caminaba por el Canal de Washington, escuchó a una multitud exclamar que un joven negro se había caído y se estaba ahogando. Al escuchar esto, se sumergió en el agua sin quitarse la ropa y salvó al niño.